# Économie de la Jamaïque
L'économie de la Jamaïque est la science ayant pour objet l'étude de la production, de la répartition et de la consommation des biens jamaïquains. L'agriculture (café) et les mines (bauxite) restent des piliers de l'économie nationale ; cependant le tourisme et les transferts de fonds de la diaspora ont pris de l'importance depuis quelques décennies. Les principaux handicaps sont la dette élevée, la corruption et la criminalité (la mer des Caraïbes étant très concernée par le trafic de drogues illégales et la piraterie).

## Histoire
Colonie britannique, la Jamaïque voyait ses richesses accaparées par une minorité d'esclavagistes. Son activité économique était basée sur l'agriculture, notamment la canne à sucre, dont la culture était favorisée par la traite négrière. À la fin du XIXe siècle, la colonie n'est plus dépendante de ses exportations en sucre. En effet l'émergence de la United Fruit Company voit le développement de l'agriculture bananière. Le pays ne commence cependant à sortir de l'agriculture que vers les années 1950 et connaît un vrai développement économique et culturel à partir de l'indépendance en 1962.
Le PIB jamaïcain augmente assez lentement, globalement sur les 30 dernières années (1986-2016) il n'a cru que de 1 % par an en moyenne avec de très fortes disparités – en 1993 le taux de croissance du PIB était de 9,42 % puis de 1,38 % l'année suivante. Ces pics de croissances sont probablement imputables au fait que la Jamaïque dépend fortement de l'extérieur, notamment par le tourisme et les remises[Quoi ?] qui n'ont pas un rendement forcément constant d'une année a l'autre[pas clair].
Malgré tout, on peut constater une réelle amélioration du PIB : en 50 ans (sur la période 1966–2016), le PIB jamaïcain en dollar américain courant a été multiplié par 14, passant d'environ 1 milliard à 14 milliards de dollars américains.

## Secteur primaire

### Agriculture
L'agriculture, bien que son importance ait diminué au fil du temps, reste une composante majeure du PIB jamaïcain. En 2017 elle représente 7,5 % de son PIB et génère 17 % des emplois. Ses principales exportations dans ce domaine sont notamment le café, notamment le Jamaica Blue Mountain qui est réputé comme étant un produit de luxe. Le pays cultive également des ignames.

### Mines
La principale exportation jamaïcaine minière est la bauxite. On a supposé dès les années 1860 que la Jamaïque en possédait, cependant ce n'est que vers les années 1940 que le minerai commence à être réellement exploité. Le pays a longtemps été le leader dans la production de ce minerai dont il représente près de 18 % de la production mondiale dans les années 1970. Il est cependant détrôné par l'Australie en 1971 puis par d'autres pays par la suite comme la Chine et le Brésil. En 2008, le pays reste tout de même le sixième producteur mondial de bauxite, bien que tout son potentiel ne soit pas exploité.

## Secteur industriel

### Productions
En 2017, le secteur industriel représente 21,3 % du PIB et génère 20 % des emplois totaux, soit 1 Jamaïcain sur 5 qui y travaille. 
Les principales industries sont celles de l'aluminium, des produits chimiques. Il y a également une raffinerie de pétrole près de Kingston.

## Secteur tertiaire

### Tourisme
Avec des températures proches de 30 °C, des lieux naturels comme les chutes de Dunn ou les grottes de Green Grotto ainsi qu'un faible coût, la Jamaïque est un pays propice au tourisme. Avec 2,2 millions de touristes en 2016, en augmentation par rapport à 2015, la Jamaïque est la troisième destination de la région caribéenne. Ce tourisme a par ailleurs attiré des investissements espagnols au début des années 2000 et plus récemment des investissements chinois.
Avec la dépénalisation partielle récente du cannabis, la Jamaïque entend promouvoir le tourisme dit « cannabique » qui pourrait être un important facteur économique pour le pays à l'avenir.

### Hub jamaïcain
En avril 2014, les gouvernements de la Jamaïque et de la Chine ont signé des accords préliminaires pour la première phase du Hub Logistique Jamaïcain (HJL) : une initiative qui vise à positionner Kingston comme nœud dans la chaîne de production globale , rejoignant Rotterdam, Dubaï et Singapour , et servant les Amériques. Ce projet pourrait générer jusqu'à 10 000 emplois lorsqu'il sera achevé.

## Diaspora jamaïcaine
La diaspora jamaïcaine est très nombreuse avec près de 3 millions de Jamaïcains installés à l'étranger, essentiellement aux États Unis, au Canada et en Grande-Bretagne, soit plus qu'en Jamaïque elle-même. Cette diaspora enverrait des devises d'une valeur de 2 milliards de dollars, soit 16 % du PIB en 2016.

## Limites
Le potentiel de croissance du pays reste miné par plusieurs facteurs, tels qu'une dette publique écrasante (en diminution cependant), à hauteur de 117 % du PIB en 2017, qui empêche le gouvernement de manœuvrer comme il l'entend. Il y a le problème de la balance commerciale qui n'est plus positive depuis 1987 (la Jamaïque importe en termes de valeur plus de quatre fois ce qu'elle exporte[réf. souhaitée]). Il y a une forte corruption et criminalité en lien avec la pauvreté qui peut potentiellement faire fuir le tourisme et les investisseurs. Enfin, sa position géographique en fait l'une des plaques tournantes pour le trafic de drogue. D'après les Nations unies, ce dernier coûterait à la Jamaïque près de 3 % de son PIB.